# Eumenes asinus
Eumenes asinus är en stekelart som beskrevs av Henri Saussure. Eumenes asinus ingår i släktet krukmakargetingar, och familjen Eumenidae. Utöver nominatformen finns också underarten E. a. mixtus.